# Embaixada da Ucrânia na Letónia

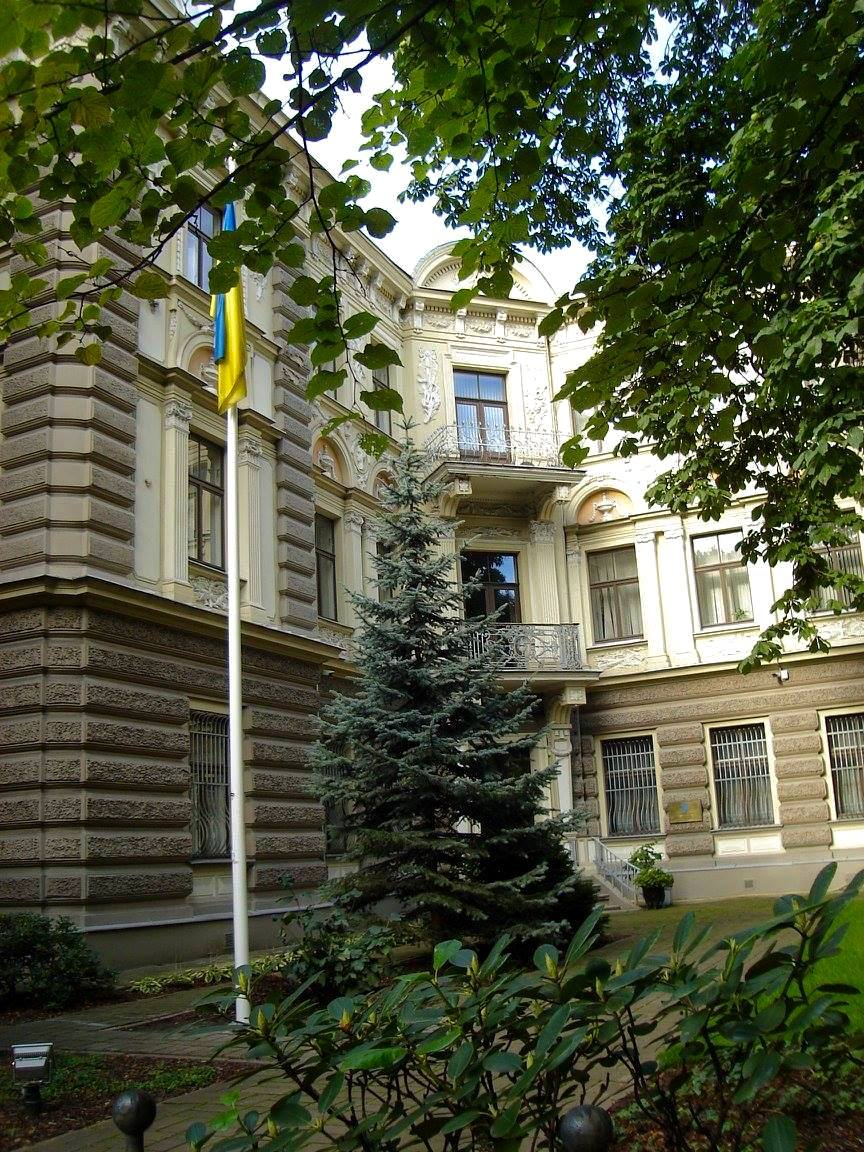
A Embaixada em Riga

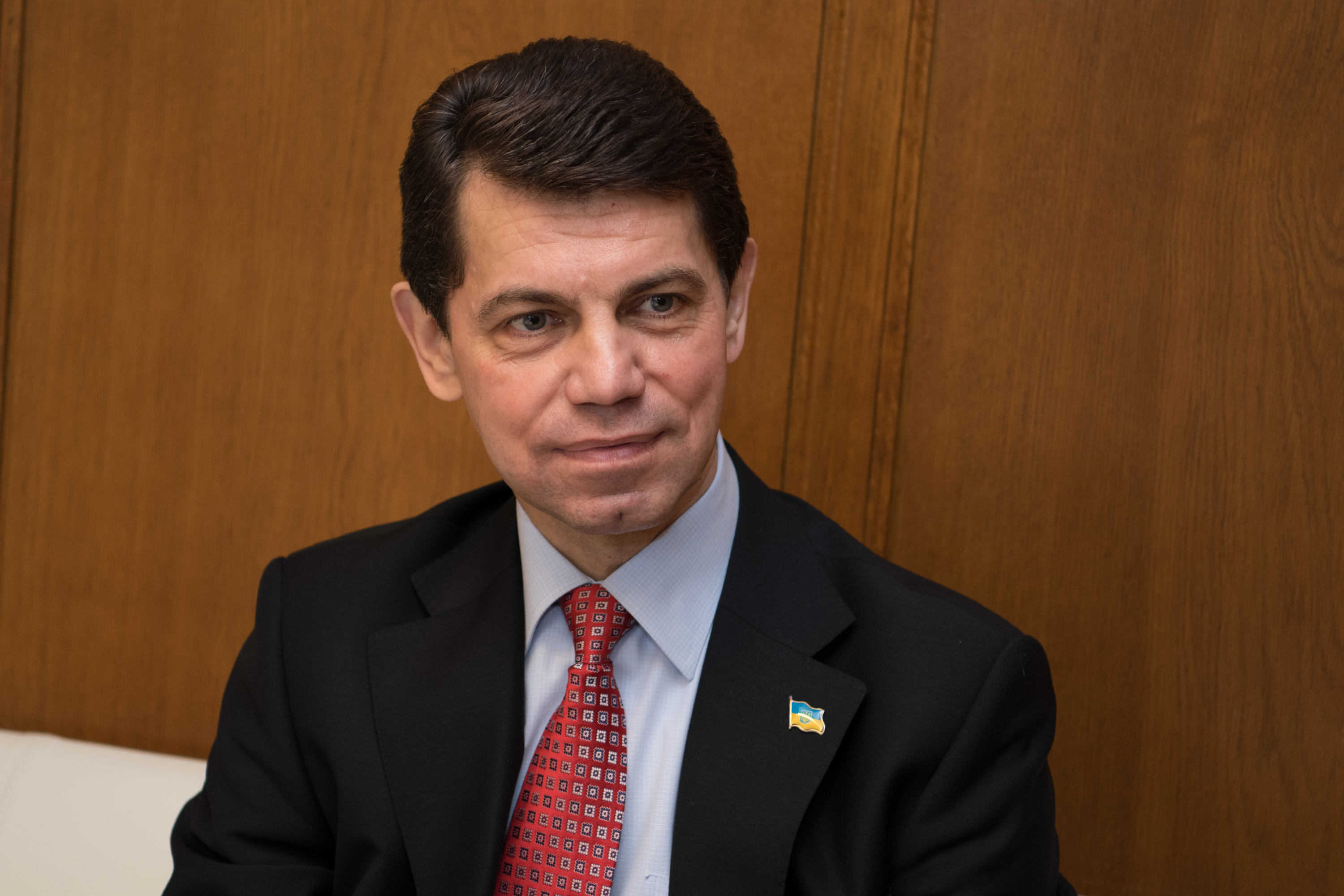
Olexandr Mischenko

A Embaixada da Ucrânia na Letónia (em ucraniano:  Посольство України в Латвії) é a missão diplomática da Ucrânia em Riga, na Letónia. Desde 27 de fevereiro de 2019, o Embaixador Extraordinário e Plenipotenciário da Ucrânia na República da Letónia é Olexandr Mischenko.

## História das relações diplomáticas
Em 26 de agosto de 1991, a Ucrânia reconheceu a independência da República da Letónia. Em 4 de dezembro de 1991, a Letónia reconheceu a independência da Ucrânia. As relações diplomáticas entre dois países foram estabelecidas em 12 de fevereiro de 1992.